# Benno Brausewetter
Benno Brausewetter (* 6. September 1869 in Wien; † 22. Mai 1965 ebenda) war ein österreichischer Zivilingenieur und Bauunternehmer.

## Leben
Benno Brausewetter war ein Sohn von Viktor Brausewetter, dem Begründers des Betonbauunternehmens Pittel & Brausewetter, und ebenso wie dieser am Bauwesen interessiert. Er studierte nach der Matura Bauingenieurwesen an der Technischen Hochschule Wien und schloss das Studium 1894 mit der II. Staatsprüfung ab. Unmittelbar danach trat er in die Bauunternehmung seines Vaters ein, für die er die Bauarbeiten an den Kraftwerksanlagen in Lend und im Gasteiner Tal beziehungsweise an der Trisanna bei Landeck leitete.
Nach dem Tod seines Vaters 1926 wurde Benno Brausewetter als dessen Nachfolger zum Präsidenten des Österreichischen Betonvereins gewählt, dieses Amt hatte er bis 1938 inne. Am 7. Juni 1938 beantragte er die Aufnahme in die NSDAP und wurde rückwirkend zum 1. Mai desselben Jahres aufgenommen (Mitgliedsnummer 6.334.124). Nach dem Zweiten Weltkrieg erfolgte seine Ernennung zum Ehrenpräsidenten. An weiteren Auszeichnungen erhielt Brausewetter 1932 die Akademische Ehrenbürgerschaft der Technischen Hochschule Wien, im selben Jahr das Goldene Ehrenzeichen für Verdienste um die Republik Österreich sowie 1944 anlässlich des 50. Jahrestags seiner Staatsprüfung den Diplomingenieur-Grad.
Brausewetter stiftete den Benno-Brausewetter-Preis, der vergeben wird für an österreichischen Hochschulen erstellte Diplomarbeiten, bei denen die Anwendung des Baustoffes Beton in Planung, Konstruktion, Berechnung und Ausführung in ausgezeichneter Weise behandelt werden. Er starb 1965 in Wien und wurde in einem Ehrengrab auf dem Evangelischen Friedhof Simmering beigesetzt.
Ihm zu Ehren wurde 1955 die Bauergasse in Wien-Donaustadt in Brausewettergasse umbenannt.